# OBOS-ligaen 2019
Die OBOS-ligaen 2019 war die insgesamt 57. Spielzeit der zweithöchsten norwegischen Fußballliga und die fünfte unter dem Namen OBOS-ligaen. Sie begann am 30. März 2019 und endete am 9. November 2019.

## Modus
Die 16 Mannschaften spielten an 30 Spieltagen aufgeteilt in einer Hin- und einer Rückrunde jeweils zwei Mal gegeneinander. Der Meister und der Zweitplatzierte stiegen direkt in die Eliteserie auf. Der Sieger der Aufstiegsrunde hatte noch die Chance gegen den 14. der Eliteserie aufzusteigen. Die letzten zwei Mannschaften stiegen direkt in die PostNord-Ligaen ab, der Drittletzte musste in die Relegation gegen den Abstieg.

## Mannschaften
| Team               | Spielort      | Stadion               | Kapazität |
| ------------------ | ------------- | --------------------- | --------- |
| Aalesunds FK       | Ålesund       | Color-Line-Stadion    | 10.778    |
| Ham-Kam            | Hamar         | Briskeby Arena        | 8.000     |
| FK Jerv            | Grimstad      | Levermyr Stadion      | 3.766     |
| Kongsvinger IL     | Kongsvinger   | Gjemselund-Stadion    | 5.824     |
| Nest-Sotra Fotball | Sotra         | Ågotnes Stadion       | 1.200     |
| Notodden FK        | Notodden      | Notodden Stadion      | 3.000     |
| KFUM Oslo          | Oslo          | KFUM-Arena            |           |
| Skeid Oslo         | Oslo          |                       |           |
| Raufoss IL         | Raufoss       | Nammo Stadion         | 1.800     |
| Sandnes Ulf        | Sandnes       | Øster Hus Arena       | 3.800     |
| Sandefjord Fotball | Sandefjord    | Komplett-Arena        | 5.982     |
| Sogndal Fotball    | Sogndalsfjøra | Fosshaugane Campus    | 5.042     |
| Start Kristiansand | Kristiansand  | Sparebanken-Sør-Arena | 14.300    |
| Strømmen IF        | Strømmen      | Strømmen Stadion      | 1.850     |
| Tromsdalen UIL     | Tromsø        | TUIL Arena            | 3.000     |
| Ullensaker/Kisa IL | Jessheim      | Jessheim-Stadion      | 4.500     |

## Abschlusstabelle
| Pl. | Verein                 | Sp. | S  | U  | N  | Tore    | Diff. | Punkte |
| --- | ---------------------- | --- | -- | -- | -- | ------- | ----- | ------ |
| 1.  | Aalesunds FK           | 30  | 25 | 4  | 1  | 067:250 | +42   | 79     |
| 2.  | Sandefjord Fotball (A) | 30  | 19 | 8  | 3  | 053:300 | +23   | 65     |
| 3.  | Start Kristiansand (A) | 30  | 19 | 5  | 6  | 054:310 | +23   | 62     |
| 4.  | KFUM Oslo (N)          | 30  | 13 | 9  | 8  | 058:420 | +16   | 48     |
| 5.  | Kongsvinger IL         | 30  | 14 | 4  | 12 | 038:360 | +2    | 46     |
| 6.  | Sogndal Fotball        | 30  | 13 | 6  | 11 | 051:390 | +12   | 45     |
| 7.  | Nest-Sotra Fotball     | 30  | 14 | 6  | 10 | 043:310 | +12   | 44 1   |
| 8.  | Ullensaker/Kisa IL     | 30  | 11 | 6  | 13 | 047:470 | ±0    | 39     |
| 9.  | Sandnes Ulf            | 30  | 11 | 5  | 14 | 046:490 | −3    | 38 3   |
| 10. | Ham-Kam                | 30  | 11 | 5  | 14 | 043:470 | −4    | 38     |
| 11. | Raufoss IL (N)         | 30  | 12 | 2  | 16 | 047:590 | −12   | 38     |
| 12. | FK Jerv                | 30  | 8  | 9  | 13 | 034:540 | −20   | 33     |
| 13. | Strømmen IF            | 30  | 7  | 10 | 13 | 032:460 | −14   | 30 2   |
| 14. | Notodden FK            | 30  | 6  | 7  | 17 | 035:530 | −18   | 25     |
| 15. | Skeid Oslo (N)         | 30  | 4  | 10 | 16 | 038:540 | −16   | 22     |
| 16. | Tromsdalen UIL         | 30  | 3  | 4  | 23 | 036:790 | −43   | 13     |

Platzierungskriterien: 1. Punkte – 2. Tordifferenz – 3. geschossene Tore

| (A) | Absteiger aus der Eliteserie 2018     |
| (N) | Aufsteiger aus der PostNord-Liga 2018 |

## Aufstiegsrunde
Die Mannschaften auf den Plätzen 3 bis 6 qualifizierten sich für die Aufstiegsrunde, die im K.-o.-System ausgetragen wurde. Der Sieger Start Kristiansand qualifizierte sich für die Teilnahme an den Relegationsspielen gegen den Vierzehnten der Eliteserie.
Erste Runde (Fünftplatzierter gg. Sechstplatzierter)
|                | Ergebnis |                 |
| -------------- | -------- | --------------- |
| Kongsvinger IL | 1:0      | Sogndal Fotball |

Zweite Runde (Viertplatzierter gg. Sieger der ersten Runde)
|           | Ergebnis |                |
| --------- | -------- | -------------- |
| KFUM Oslo | 2:0      | Kongsvinger IL |

Dritte Runde (Drittplatzierter gg. Sieger der zweiten Runde)
|                    | Ergebnis |           |
| ------------------ | -------- | --------- |
| Start Kristiansand | 1:0      | KFUM Oslo |

Finale
Der Sieger der Aufstiegsrunde spielte in Hin- und Rückspiel gegen den Vierzehnten der Eliteserie, der im Rückspiel Heimrecht hatte. Die Spiele fanden am 7. und 11. Dezember 2019 statt. Start Kristiansand setzte sich aufgrund der Auswärtstorregel durch und stieg in die Eliteserie 2020 auf.
|                    | Gesamt    |               | Hinspiel | Rückspiel |
| ------------------ | --------- | ------------- | -------- | --------- |
| Start Kristiansand | (a)5:5(a) | Lillestrøm SK | 2:1      | 3:4       |

## Relegation
|             | Gesamt |               | Hinspiel | Rückspiel |
| ----------- | ------ | ------------- | -------- | --------- |
| Notodden FK | 3:5    | Åsane Fotball | 1:3      | 2:2       |

Notodden stieg somit in die PostNord-Liga ab. Åsane stieg als dritte Mannschaft neben Stjørdals-Blink und Grorud, den Siegern der zwei Gruppen der PostNord-Liga 2019, in die OBOS-Liga 2020 auf.

## Torschützenliste
| Pl. | Name                   | Team                   | Tore |
| --- | ---------------------- | ---------------------- | ---- |
| 1.  | Pontus Engblom         | Sandefjord Fotball     | 19   |
| 2.  | Niklas Castro          | Aalesunds FK           | 17   |
| 3.  | Adem Güven             | Kongsvinger IL         | 16   |
| 4.  | Kent Håvard Eriksen    | Sandnes Ulf            | 14   |
| 5.  | Pape Habib Guèye       | Aalesunds FK           | 13   |
| 5.  | Simen Bolkan Nordli    | Ham-Kam                | 13   |
| 5.  | Aron Sigurðarson       | Start Kristiansand     | 13   |
| 8.  | Martin Ramsland        | Kristiansand / Sogndal | 12   |
| 8.  | Sivert Gussiås         | Strømmen IF            | 12   |
| 10. | David Tavakoli         | Skeid / KFUM Oslo      | 10   |
| 10. | Moses Mawa             | KFUM Oslo              | 10   |
| 10. | Mikkel Maigaard        | Raufoss IL             | 10   |
| 10. | Onyekachi Hope Ugwuadu | Sandnes Ulf            | 10   |
| 10. | Sigurd Hauso Haugen    | Sogndal Fotball        | 10   |
| 10. | Torbjørn Agdestein     | Aalesunds FK           | 10   |